# کنتارو آساهی
کنتارو آساهی (انگلیسی: Kentaro Asahi؛ زادهٔ ۱۹ سپتامبر ۱۹۷۵) بازیکن سابق والیبال ساحلی و سیاستمدار اهل ژاپن است.
از باشگاه‌هایی که در آن بازی کرده‌است می‌توان به سانتوری سان‌بردز اشاره کرد.